# Habenaria humidicola
Habenaria humidicola är en orkidéart som beskrevs av Robert Allen Rolfe. Habenaria humidicola ingår i släktet Habenaria och familjen orkidéer. Inga underarter finns listade i Catalogue of Life.